# Cabrales (Astúries)
Cabrales és un conceyu de la Comunitat Autònoma del Principat d'Astúries. Limita al nord amb Llanes, al sud amb Cantàbria i Lleó, a l'est amb El Valle Altu de Peñamellera i a l'oest amb Onís. El conceyu de Cabrales està dividit en 9 parròquies: Berodia, Bulnes, Carreña, Las Arenas, Poo, Prado (en asturià: Prau), Puertas, Sotres i Tielve.
La capital municipal és Carreña, el conceyu té una població de 2.257 habitants, amb una extensió de 238,29 quilòmetres quadrats. És creuat per diferents carreteres, l'AS-114, creua el seu municipi, l'AS-345 va cap a El Valle Altu de Peñamellera, i l'AS-264 que va cap a Puente Ponabos. És un conceyu eminentment ramader, per l'orografia i els seus pasturatges, tenint merescuda fama la seva llet, amb la qual s'elabora el formatge de Cabrales, de fama internacional.

## Història

### Prehistòria i època romana
La seva prehistòria compta amb quantioses restes del Paleolític superior que han proporcionat abundants mostres d'instruments lítics i ossis. Així en la cova de Las Canes, hi ha gravats realitzats en les parets i el sostre. Destacarem també diferents coves amb mostres de pintures com són: la Covaciella, i El Bosque, totes elles amb dibuixos d'animals. En la cova de las Canes a part de les seves pintures, hi ha un recinte funerari amb tres sepultures.
De l'edat del bronze apareixen dues destrals que li donaran nom a aquest tipus i que passaran a denominar-se com destral Cabrales. De l'època preromana i romana, són pràcticament inexistents les restes en el municipi. Altres notícies, ens fan referència a la fugida per aquest municipi de les tropes musulmanes, vençudes per Pelai a la batalla de Covadonga.

### Edat mitjana i moderna
Comencem a trobar més dades a partir de l'Edat Mitjana, com una donació que es fa a l'església de San Pedro a Camarmeña. On hi ha una gran documentació, i es descriu a Cabrales com entitat territorial, és en el segle xii. Però en aquesta època aquest conceyu estarà fora de la política real, que ira creant pobles i viles per diferents conceyus d'Astúries. Cabrales mai es va caracteritzar per tenir grans senyorius laics, ni eclesiàstics.
És en el segle xiv, quan ja apareix Cabrales com a conceyu, acudint els seus representants a l'assemblea convocada en el monestir ovetenc de Santa María de Vega, per a donar suport al rei Pere O. També va participar en la Junta General que es va celebrar en el convent de San Francisco en 1444. En aquesta època l'administració concejil està dominada per les poderoses famílies locals, com són els Barcena i els González de Buerdo, durant el segle xvi. Ja en el segle xvii, els càrrecs concejils eren nomenats cada any per cadascun dels quatre districtes en els quals estava dividit el territori. Amb la invasió francesa, va haver diferents actes que es barregen entre la història i tradició, com que les restes dels francesos vençuts, reposen en la Cova de los Huesos de la Loma del Toro, o com el rebuig de les tropes franceses, al ser-los llançats pedres des de la Peña la Cantina. Però si pertany a la realitat història, el gran valor dels nombrosos soldats locals que van morir en la guerra.

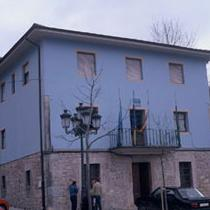
Ajuntament de Cabrales.

### Seglexixfins ara
Durant el segle xix, aquest conceyu va romandre al marge de les transformacions que va haver en altres conceyus asturians. Fins passada la segona meitat del segle, la seva agricultura seguiria sent deficitària, la principal riquesa serà la ramaderia i la seva indústria més important seria el formatge, que es venia en la resta dels concejos i províncies, exportant-se ja a Amèrica. La seva obertura a l'exterior arriba en el segle xix, amb la construcció de la carretera Cangues d'Onís-Panes.
El segle xx està marcat per una major evolució, amb nous avenços. Així destacarem, el canal del Cares, la central de les Sorres, l'embassament de Poncebos, etc. La guerra civil va tenir escassa importància en aquest segle, ja que aquest conceyu, estava allunyat dels focus industrials i obrers, però sí que va tenir importància amb la caiguda del front oriental, ja que moltes persones fugides es van amagar als Picos de Europa.

## Geografia
És el conceyu amb l'orografia més accidentada d'Astúries, la meitat del seu territori és part del Massís Central dels Picos de Europa, amb elevacions superiors als 2.000 metres, i amb becs com els de Dobresengo, Cabrones, Torrecerredo, que és el sostre amb 2.648 metres. Altres pics a destacar són: Horcados Vermells, etc. Tot el seu territori és muntanyenc, si exceptuem la depressió prelitoral entre els Picos de Europa i la serra de Cuera. Entre ambdues, tenim les vegas dels rius Casaño i Cares, que és la zona on s'assenta la majoria de la seva població. El 95% del seu terreny té desnivells superiors al 20%. Hem de destacar el Naranjo de Bulnes o Picu Urriellu en asturià, tot un mite de l'alpinismes, amb els seus 2.519 metres, presentant el seu famosa cara oest, amb caigudes verticals de més de 600 metres.
Part del seu territori està inclòs en diferents figures de protecció com són per exemple el Paisatge Protegit de la Sierra del Cuera.

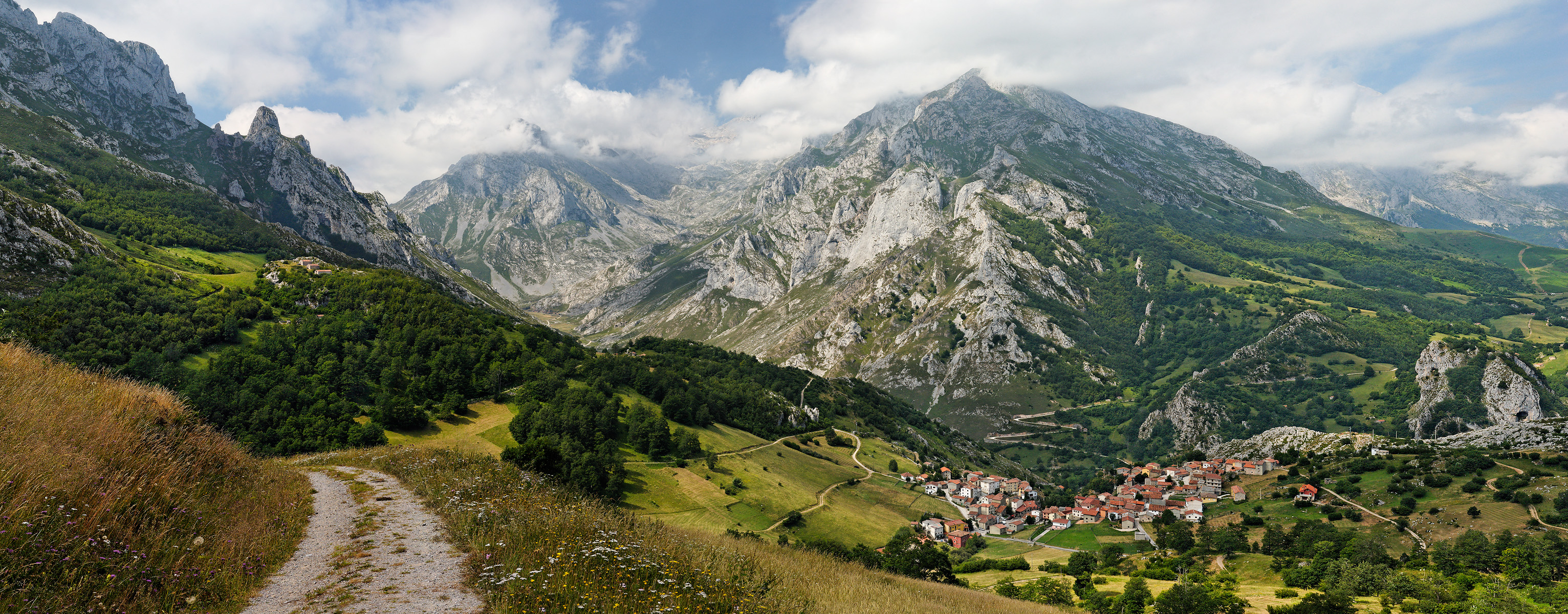
Panoràmica de Sotres.

## Evolució demogràfica
En l'actualitat, té un problemàtic equilibri entre les seves activitats tradicionals que no han pogut mantenir el seu volum demogràfic i el nou desenvolupament turístic. La seva població màxima va arribar als 4.943 habitants, però es va reduir fins a arribar a la meitat de la població. El seu descens més acusat fou en la dècada dels 60 i 70, com a tota Astúries. La seva piràmide demogràfica està marcada per un gran envelliment de la població.

## Economia
La seva economia està basada en la ramaderia, sent el boví el més important seguit pel cabrum i oví. La seva producció agrícola abans molt variada, ara a causa de la falta de mà d'obra, es dedica pràcticament a l'autoconsum, dedicant-se la major part del sòl a la pastura.

## Política
Al conceyu de Cabrales, des de 1979, el partit que més temps ha governat ha estat el PP. Però l'actual alcalde és socialista.
| Elecciones municipales |      |      |      |      |      |      |      |      |      |      |      |
| Partido                | 1979 | 1983 | 1987 | 1991 | 1995 | 1999 | 2003 | 2007 | 2011 | 2015 | 2019 |
| PSOE                   | 3    | 4    | 4    | 5    | 5    | 4    | 5    | 5    | 5    | 5    | 6    |
| CD / AP / PP           |      | 6    | 7    | 5    | 6    | 5    | 6    | 5    | 3    | 4    | 4    |
| FAC                    |      |      |      |      |      |      |      |      | 3    | 1    | 1    |
| Somos                  |      |      |      |      |      |      |      |      |      | 1    |      |
| PCE / IU-BA            | 1    | 1    | 0    |      |      |      | 0    | 0    | 0    | 0    |      |
| UCD / CDS              | 7    | 0    | 0    | 1    |      |      |      |      |      |      |      |
| URAS / URAS-PAS        |      |      |      |      |      | 2    | 0    | 1    |      |      |      |
| Total                  | 11   | 11   | 11   | 11   | 11   | 11   | 11   | 11   | 11   | 11   | 11   |